# فاهریا داوتبگوویچ
فاهریا داوتبگوویچ (بوسنیایی: Fahrija Dautbegović؛ زادهٔ ۱۵ نوامبر ۱۹۴۳) بازیکن فوتبال اهل بوسنی و هرزگوین بود.

## باشگاهی
از باشگاه‌هایی که در آن بازی کرده‌است می‌توان به باشگاه فوتبال مونیخ ۱۸۶۰، باشگاه فوتبال دینامو زاگرب، و باشگاه فوتبال سارایوو اشاره کرد.

## تیم ملی
وی همچنین در تیم ملی فوتبال یوگسلاوی بازی کرده‌است.